# Saint-Sylvestre-sur-Lot
Saint-Sylvestre-sur-Lot är en kommun i departementet Lot-et-Garonne i regionen Nouvelle-Aquitaine i sydvästra Frankrike. Kommunen ligger i kantonen Penne-d'Agenais som tillhör arrondissementet Villeneuve-sur-Lot. År 2022 hade Saint-Sylvestre-sur-Lot 2 388 invånare.

## Befolkningsutveckling
Antalet invånare i kommunen Saint-Sylvestre-sur-Lot
| Referens: INSEE |